# Tim Bricheno
Tim Bricheno est un guitariste de rock britannique, né le 6 juillet 1963 en musique à Huddersfield dans le Yorkshire. Membre fondateur du groupe All About Eve, il a aussi fait partie également de The Sisters of Mercy, XC-NN et Tin Star, et poursuit actuellement une carrière solo.

## Biographie
En 1987, Tim Bricheno fonde All About Eve avec Andy Cousin et Julianne Regan, groupe associé au rock gothique, bien que leur style soit largement influencé par les musiques folk et pop. Il participe aux deux premiers albums All About Eve et Scarlet and Other Stories.
En 1990, Bricheno rejoint le groupe Sisters of Mercy à la demande d'Andrew Eldricht pour des concerts tout d'abord, puis pour l'enregistrement de Vision Thing.
Il joue ensuite à nouveau avec All About Eve, avec The Mission, avec qui il part en tournée, et sur Songs Of Mass Destruction de Devoid.
En 1993, il crée avec David Tomlinson, Neill Lambert et Nick Witherickle le groupe CNN, qui, à la suite d'une plainte de la chaîne de télévision américaine, doit changer de nom et se rebaptise XC-NN. Leur album éponyme connait un certain succès au Royaume-Uni grâce au single Young, Stupid and White. Celui-ci fut annoncé par une campagne d'affichage où l'on pouvait voir notamment les chanteurs de Suede et de Jamiroquai associés au titre qui signifie « jeune, stupide et blanc ».
En 1996, il fonde Tin-Star avec Dave Tomlinson et Tim Gordine. Le groupe signe avec V2 Records et enregistre deux albums, The Thrill Kisser en 1999 et Dirty Bird en 2001. La chanson Head qui figure sur le premier opus marche bien aux États-Unis. Bricheno collabore d'ailleurs régulièrement avec Jok, la nouvelle formation de Tomlinson.
En 2007, il participe à God is a Bullett de The Mission avec Julianne Regan et enregistre avec la chanteuse le titre Raindrops disponible sur sa page MySpace.

## Sources
- (en) Cet article est partiellement ou en totalité issu de l’article de Wikipédia en anglais intitulé « Tim Bricheno » (voir la liste des auteurs).

- (en) Cet article est partiellement ou en totalité issu de l’article de Wikipédia en anglais intitulé « Tin Star (band) » (voir la liste des auteurs).